# Albert Tessier
Pour les articles homonymes, voir Tessier.
Albert Tessier, parfois connu sous le pseudonyme de Tavi, prélat domestique, né le 6 mars 1895 à Sainte-Anne-de-la-Pérade et mort le 13 septembre 1976 à Trois-Rivières, est un prêtre, un professeur, un historien et un pionnier du cinéma québécois.

## Biographie

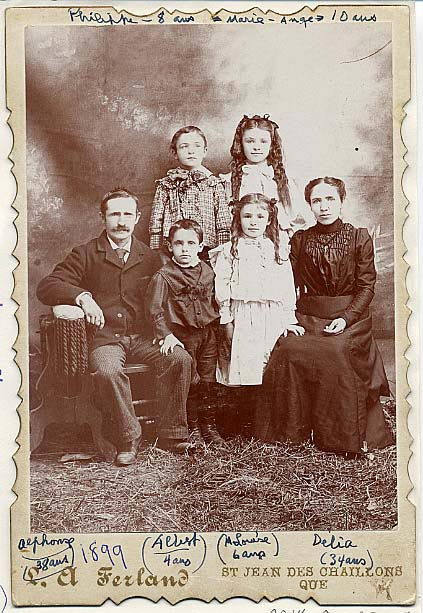
La famille Tessier en 1899.

Natif de Sainte-Anne-de-la-Pérade, Albert Tessier est le fils d'Alphonse Tessier et de Sophie Rompré, le cadet d'un famille de cinq enfants. Il étudie à l'école du « Bas De Sainte-Anne », au Collège du Sacré-Cœur puis au séminaire de Trois-Rivières.
Ayant reçu son ordination sacerdotale de Mgr François-Xavier Cloutier le 29 juin 1920, il obtient son doctorat en théologie à Rome en 1922. Après des études littéraires à l'Institut catholique de Paris, il revient au Québec en 1924.
Devenu professeur d'histoire et de littérature au Séminaire Saint-Joseph de Trois-Rivières, il est remarqué pour ses méthodes d'enseignement avant-gardistes, enseignant la manière de lutter contre le désœuvrement.
Albert Tessier est promu supérieur des études au collège trifluvien. Il prend ensuite le rôle de responsable provincial des écoles ménagères québécoises pendant plusieurs années. À ce titre, il s'opposera farouchement à l'accès des femmes à l'éducation supérieure complète alors revendiquée par Monique Béchard. En 1937, il remplace Thomas Chapais à la chaire d'histoire du Canada de l'Université Laval.
Sa carrière dans le cinéma commence en 1925. Avec Maurice Proulx, Jean-Marie Poitevin, Louis-Roger Lafleur et Aloysius Vachet, il fait partie de ceux qu'on appelle les « prêtres-cinéastes », qui transmettent les valeurs du sacerdoce vers le grand écran.
En 1959, il est récompensé pour son travail durant les campagnes de refrancisation par le prix de la langue française de l'Académie française et la médaille de la Ville de Paris.
Il réalise plus de soixante-dix films qui marqueront le développement du cinéma au Canada. Ses thèmes préférés sont la nature, l'histoire, la religion, Trois-Rivières, l'éducation, et la culture. Tous ses films sont abordés dans un contexte réel ou vraisemblable.
Il est reconnu pour avoir créé le terme « Mauricie », qui remplaçait l'ancienne expression de « vallée du Saint-Maurice », qui pour lui était une simple et bête traduction de l'anglais.
Il meurt à l'hôpital Saint-Joseph à Trois-Rivières, le 13 septembre 1976, à l'âge de 81 ans.

## Archives
Le fonds d'archives d'Albert Tessier est conservé au centre d'archives de Trois-Rivières de Bibliothèque et Archives nationales du Québec.

## Filmographie
Titres par ordre alphabétique
- Arbres et bêtes, 1942-1943
- Artisanat familial, 1939-1942
- Baie d'Hudson, 1950
- Bénissez le Seigneur, 1937
- Les Bourgault, 1940
- C'est l'aviron qui nous mène, 1942
- Cantique de la Création, 1942
- Cantique du soleil, 1935
- Centenaire, 1934
- Chutes de divers films d'Albert Tessier
- Congrès eucharistique trifluvien, 1941
- Conquête constructive, 1939
- Credo du paysan, 1942
- Dans le bois, 1925-1930
- Démonstrations religieuses trifluviennes, 1933-1936
- Des Trois-Rivières à la Rivière-au-Rat visite à La Pierre, 1941-1944
- Écoles de bonheur, 1954
- Écoles et écoliers, 1939-1940
- Écoles ménagères régionales, 1942
- Écoles ménagères régionales femmes dépareillées, 1942
- Femme forte, 1938
- Femmes dépareillées réalisation et commentaires, 1948
- La Forêt bienfaisante, 1942-1943
- Gloire à l'eau, 1935-1950
- La Grande Vie tonifiante de la forêt, 1942-1943
- Hommage à notre paysannerie, 1938
- L'Île-aux-Coudres, 1939
- L'Île-aux-Grues, terre de sérénité, 1939
- L'Île d'Orléans, reliquaire d'histoire, 1939
- L'Île fleurie, 1939
- Indiens de la Mauricie, 1936
- Ma famille, 1938
- La Mauricie, 1952
- Le Miracle du curé Chamberland, 1952
- Mont-Carmel, 1939
- Parki-parka, 1951
- La Pêche, 1937-1940
- Pot-pourri d'animaux, 1940-1950
- Pour aimer ton pays, 1942
- Quatre artistes canadiens, 1938-1948
- Ralliements ménagers, 1949-1951
- Rocheuses, 1950
- Tavibois, 1950
- Tourisme nautique, 1936
- Trois-Rivières, 1949
- Trois-Rivières, 1932
- Trois-Rivières, 1934
- Trois-Rivières sous la neige, 1937
- Un sport passionnant ; La chasse aux images, 1936-1942

## Honneurs
- 1935 - Membre de la Société des Dix
- Mérite scolaire de la ville de Paris
- Prix Albert-Tessier
- Prix de la langue française de l'Académie française